# 国際連合安全保障理事会決議1511
国際連合安全保障理事会決議1511（こくさいれんごうあんぜんほしょうりじかいけつぎ1511、英: United Nations Security Council Resolution 1511）は、2003年10月16日に国際連合安全保障理事会で採択されたイラク・クウェート情勢に関する決議。略称はUNSCR1511。

## 概要
国連安保理決議1511は、イラクの復興支援に関する決議で、可能な限りすみやかに連合国暫定当局（CPA）の統治権限をイラク側（イラク統治評議会）に返還すること約束し、統治評議会に対し、新憲法起草と民主的選挙実施のための日程を2003年12月15日までに策定するよう勧告するもの。決議は全会一致で採択された。

## 解説
採択の同日に国連安保理が発表した報道資料によると、決議の内容は次の通り。
- CPAに対し、実施可能になった時点ですみやかに統治権を委譲するよう要請
- CPAは暫定的機構であり、国際的に認知された代表政府が発足するまで、イラク国家の主権はイラク統治評議会に在ると認定
- イラク統治評議会に対し、2003年12月15日までに新憲法の起草と民主的選挙の実施を奨励
- 加盟国に対し、イラク代表政府が発足するまでの間、治安維持のため統一された指揮の下で機能する多国籍軍に貢献するよう要請
- 多国籍軍の任務をイラク代表政府発足までとし、多国籍軍の要件および任務内容を1年内に見直すことを決定
- 国連についてその役割を強化し、に基づき以下の分野での活躍を期待すること表明：

1. 代表政府発足を支援する政府機構の設立
2. 人道支援の実施
3. 経済復興と持続可能な開発の推進
4. 決議1483に基づき提出された2003年7月17日付の事務総長報告（S/2003/715）のパラ98及び99に記載される活動

- イラクの法と秩序と安全の確保のためにイラク警察ならびに警備隊設立の重要性を強調
- 2003年に断続的に行われた次の一連のテロ行為を強く非難

1. 8月7日- ヨルダン大使館爆破テロ事件
2. 8月19日 - 国連バグダード本部爆破テロ事件
3. 8月29日 - ナジャフのイマーム・アリー（Imam Ali）モスク爆撃事件
4. 10月9日 - スペイン外交官殺害事件
5. 10月14日 - トルコ大使館爆破テロ事件

- マドリードで10月23日・24日に開催された国際拠出国会議（International Donors Conference）における誓約を果たすよう加盟国と国際機関に対し要請